# Eparhia de Maramureș

Catedrala Adormirea Maicii Domnului din Baia Mare

Structura canonică a Bisericii Române Unite

Eparhia de Maramureș, alternativ Episcopia greco-catolică de Maramureș (în latină Dioecesis Maramuresensis), este una din cele șase episcopii greco-catolice din România, cu sediul în Baia Mare. A fost înființată conform prevederilor Concordatului din 1927, încheiat între Sfântul Scaun și România, și ratificat pe 10 iunie 1929.
Catedrala episcopală este Catedrala Adormirea Maicii Domnului din Baia Mare, edificiu construit între 1905-1911, situat pe str. Vasile Lucaciu (lângă fostul palat episcopal greco-catolic din Baia Mare), și ocupat în prezent de o parohie ortodoxă. Catedrala de facto, unde slujește episcopul, este Biserica Sfânta Maria, situată pe strada Unirii nr. 11A.
În sesiunea din iunie 2011 sinodul episcopilor de la Blaj l-a ales pe Vasile Bizău în scaunul eparhial al Maramureșului. Instalarea în funcție a avut loc în data de 23 iulie 2011.

## Organizare
Episcopia de Maramureș are în componența sa și Vicariatul Greco-Catolic Ucrainean din România, pentru credincioșii ucraineni și ruteni. În afară de parohiile de limba română, Episcopia de Maramureș are în componența ei și câteva parohii de limba maghiară (la Satu Mare, Livada, Peleș, Porumbești etc.).

## Episcopi
- Alexandru Rusu (1930–1963), arestat în 1948, decedat în închisoare
- Ioan Dragomir (1963-1985), clandestin
- Între 1985-1990 episcopia nu a avut episcop, fiind condusă de preotul Lucian Mureșan
- Lucian Mureșan (1990–1994), din 1994 arhiepiscop și mitropolit al Arhiepiscopiei de Făgăraș și Alba Iulia
- Ioan Șișeștean (1994-2011)
- Vasile Bizău (din 2011)